# Square Antoine-Arnauld
Le square Antoine-Arnauld est une voie du 16e arrondissement de Paris, en France.

## Situation et accès
Le square Antoine-Arnauld est une voie privée située dans le 16e arrondissement de Paris. Il débute au 3, rue Antoine-Arnauld et se termine en impasse.
Le quartier est desservi par la ligne 9 à la station Ranelagh.

## Origine du nom

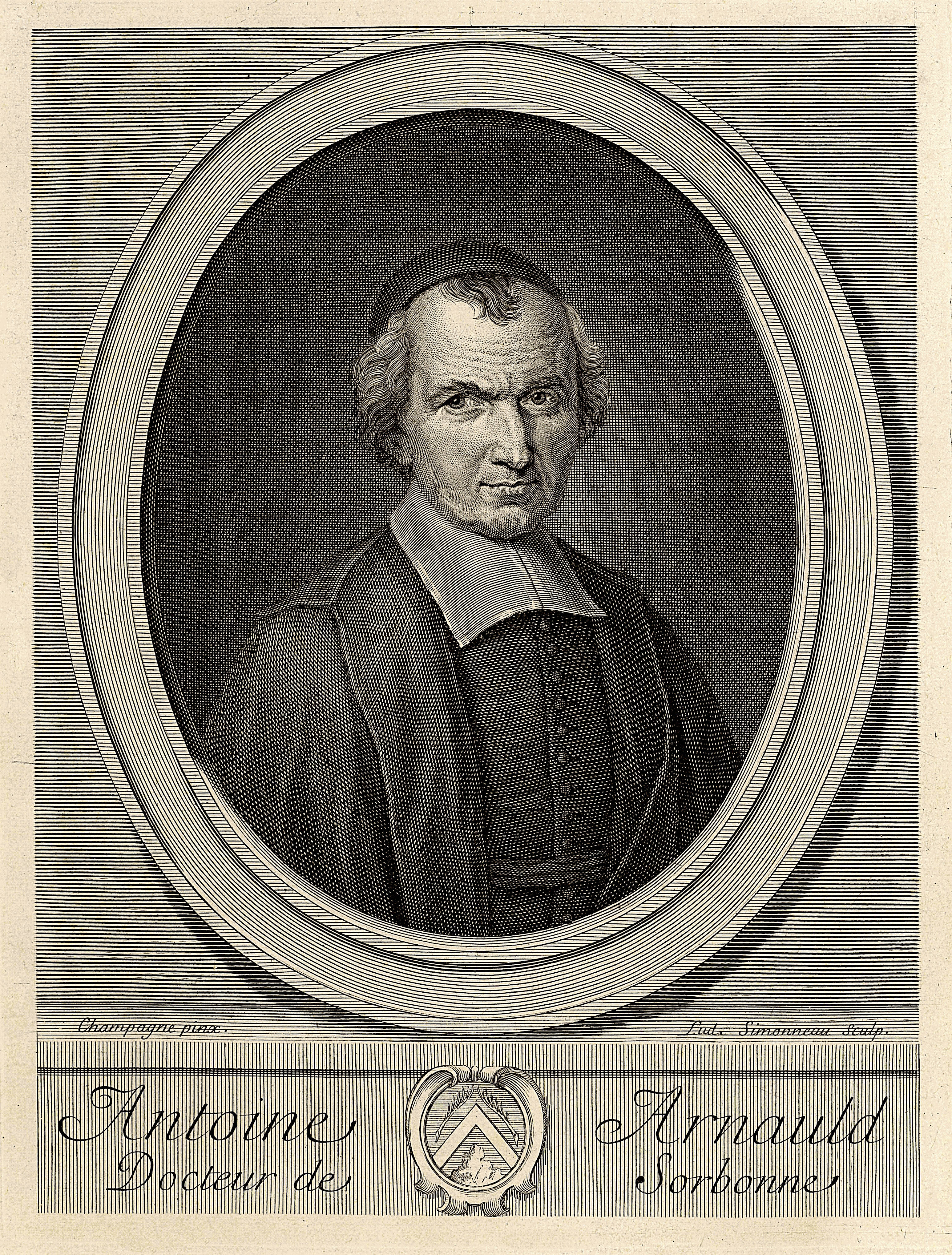
Antoine Arnauld.

Elle est nommée en l'honneur du théologien, philosophe et mathématicien français Antoine Arnauld dit le Grand Arnauld (1612-1694) en raison de la proximité de la rue Antoine-Arnauld.

## Historique
Cette voie est ouverte sous sa dénomination actuelle en 1908.